# Cómbita
Cómbita là một khu tự quản thuộc tỉnh Boyacá, Colombia. Thủ phủ của khu tự quản Cómbita đóng tại Cómbita Khu tự quản Cómbita có diện tích 143 ki lô mét vuông. Đến thời điểm ngày 28 tháng 5 năm 2005, khu tự quản Cómbita có dân số 10617 người.